# Rumänische Badmintonmeisterschaft 2018/19
Die Rumänische Badmintonmeisterschaft der Saison 2018/19 fand vom 16. bis zum 18. November 2018 in Timișoara statt.

## Medaillengewinner
| Disziplin    | Gold                                                                            | Silber                                                                   | Bronze                                                                     |
| ------------ | ------------------------------------------------------------------------------- | ------------------------------------------------------------------------ | -------------------------------------------------------------------------- |
| Herreneinzel | Collins Valentine Filimon (CSU UVT Timișoara)                                   | Daniel Cojocaru (CS Știința Bacău)                                       | Matei Droanca (CS Știința Bacău)                                           |
| Herreneinzel | Collins Valentine Filimon (CSU UVT Timișoara)                                   | Daniel Cojocaru (CS Știința Bacău)                                       | Robert Ciobotaru (CS Știința Bacău)                                        |
| Dameneinzel  | Florentina Constantinescu (CSU UVT Timișoara)                                   | Maria Duțu (CSU UVT Timișoara)                                           | Ioana Grecea (Sportul Studentesc București)                                |
| Dameneinzel  | Florentina Constantinescu (CSU UVT Timișoara)                                   | Maria Duțu (CSU UVT Timișoara)                                           | Luiza Milu (Sportul Studentesc București)                                  |
| Herrendoppel | Daniel Cojocaru Robert Ciobotaru (CS Știința Bacău)                             | Florin Posteucă Collins Valentine Filimon (CSU UVT Timișoara)            | Catalin Ionascu Matei Droanca (CS Știința Bacău)                           |
| Herrendoppel | Daniel Cojocaru Robert Ciobotaru (CS Știința Bacău)                             | Florin Posteucă Collins Valentine Filimon (CSU UVT Timișoara)            | Daniel Popescu Marius Corciuc (CSM Timișoara)                              |
| Damendoppel  | Florentina Constantinescu Alexandra Milon (CSU UVT Timișoara/CS Știința Bacău)  | Maria Duțu Ioana Grecea (CSU UVT Timișoara/Sportul Studentesc București) | Alina Popa Carmen Blanaru (CS Politehnica Iași)                            |
| Damendoppel  | Florentina Constantinescu Alexandra Milon (CSU UVT Timișoara/CS Știința Bacău)  | Maria Duțu Ioana Grecea (CSU UVT Timișoara/Sportul Studentesc București) | Mădălina Bratu Violeta Ristea (CSU Craiova)                                |
| Mixed        | Robert Ciobotaru Florentina Constantinescu (CS Știința Bacău/CSU UVT Timisoara) | Daniel Cojocaru Alexandra Milon (CS Știința Bacău)                       | Matei Droanca Ioana Grecea (CS Știința Bacău/Sportul Studentesc București) |
| Mixed        | Robert Ciobotaru Florentina Constantinescu (CS Știința Bacău/CSU UVT Timisoara) | Daniel Cojocaru Alexandra Milon (CS Știința Bacău)                       | Collins Valentine Filimon Maria Duțu (CSU UVT Timișoara)                   |